# Harje
Harje este o localitate din comuna Laško, Slovenia, cu o populație de 129 de locuitori.